# Classe Khabarovsk
Pour les articles homonymes, voir Khabarovsk (homonymie).
La classe Khabarovsk, ou projet 09851, est une classe de sous-marins nucléaires d'attaque en construction pour la marine russe.

## Développement
Le navire de tête, le Khabarovsk, devait être mis à flot en juin 2020. Cependant, le lancement a été retardé. Cette classe de sous-marins est basée sur la coque des sous-marins de classe Boreï (d’autres sources font référence à la classe Project 949A), mais est nettement plus petite car elle n’a pas la section des missiles balistiques. Le déplacement en surface est d’environ 10 000 tonnes. La classe est destinée à transporter six torpilles nucléaires à longue portée Status-6 Poseïdon, et sera le deuxième sous-marin à transporter cette arme après le K-329 Belgorod. La classe est également susceptible de transporter des missiles antinavires et d’attaque terrestre, en plus des torpilles,.
Selon les sources ouvertes, trois ou quatre sous-marins ont été commandés. Cependant, alors que certaines sources suggèrent que tous les sous-marins sont de la même classe (projet 09851), d’autres suggèrent que les bateaux suivants pourraient appartenir à une classe distincte (09853),,,,.
Selon l’agence TASS, le Khabarovsk et le sous-marin Belgorod seront équipés d’un système polyvalent océanique Status-6.

## Unités de la classe
Les dates en italique sont des estimations
| # | Nom            | Projet           | Quille          | Lancé | Commissionné | Flotte              | Statut                                                                       | Notes |
| - | -------------- | ---------------- | --------------- | ----- | ------------ | ------------------- | ---------------------------------------------------------------------------- | ----- |
|   | Khabarovsk     | 09851            | 27 juillet 2014 | 2022  | 2024,        | Flotte du Pacifique | En cours de construction, informations non vérifiées sur des essais fin 2022 |       |
|   | Oulianovsk     | 09853            | 28 juillet 2017 |       | 2025,        | Flotte du Nord      |                                                                              |       |
|   | à déterminer   | 09851 ou 09853   |                 |       |              |                     | Commandé                                                                     |       |
|   | à déterminer ? | 09851 ou 09853 ? |                 |       |              |                     | Commandé                                                                     |       |